# ゴル航空
ゴル航空（ゴルこうくう、Gol Transportes Aéreos S.A.、NYSE:GOL）は、ブラジルの航空会社。
ブラジルでの発音は「ゴル」ではなく「ゴウ」である。

## 概要

### ブラジル初の格安航空会社
大手長距離バス会社社長であるコンスタンティーノ・オリベイラ・Jr.によって、アメリカのサウスウエスト航空やアイルランドのライアンエアー、イギリスのイージージェットらの成功した格安航空会社のビジネスモデルを受け継いで、航空大国ブラジルで初の格安航空会社として2001年に設立された。

### 急成長
これらの欧米諸国の格安航空会社と同じく、旅行会社を通さない直接予約を基本とし、さらにインターネット予約やE-チケットを活用し、さらに座席指定不可とすることで人件費や中間コストを抑え格安運賃を実現した。
その結果、ヴァリグ航空やVASP航空、トランス・ブラジル航空などの既存の航空会社を凌駕したばかりか、これまで航空便に比べ格安な料金であったこともあり、低所得者層だけでなく、中流層の多くも利用していた長距離寝台バスの顧客をも取り込み急成長し、TAMブラジル航空とともにブラジル有数の航空会社となった。現在は、チリやパラグアイなどのラテンアメリカやカリブ海の近隣諸国、またチャーターでのアメリカやメキシコへの国際線の運航も行っている。

### ヴァリグ・ブラジル航空を買収
2007年3月28日に、前年に倒産し会社更生中のヴァリグ・ブラジル航空を2億7500万ドルで買収した。ゴル航空の発表によると、運航はヴァリグ・ブラジル航空の名義で引き続き行われることになっている。なお、マイレージプログラムの「Smiles」（スマイルズ）はかつてヴァリグが運営していたプログラムをそのまま引き継いでいる。

### 提携
ヴァリグの倒産によりそれまでの航空会社との提携は全て解消された。ゴル航空傘下となった後はエールフランス、KLMオランダ航空と新たに提携を結び、2009年8月1日よりアメリカン航空との提携を開始することになった。2011年初めにデルタ航空とのコードシェアーも開始した。近年はアリタリア航空やアルゼンチン航空との提携も締結しスカイチーム寄りの提携を拡充している。

## 運航機材

### 運航機材
2021年9月現在、ゴル航空の機材は以下の通りである。
| 機材               | 運用機数 | 発注機数 | 座席数  | 備考 |
| ------------------ | -------- | -------- | ------- | --- |
| ボーイング737-700  | 20       | ‐        | 138     | |
| ボーイング737-800  | 80       | ‐        | 186     | うち1機はブラジルサッカー連盟特別塗装機 うち1機はライブボードTV特別塗装機 うち1機はカナリア軍団特別塗装機 |
| ボーイング737MAX8  | 13       | 87       | 180     | |
| ボーイング737MAX8  | 13       | 87       | 186     | |
| ボーイング737MAX10 | ‐        | 30       | No Data | ボーイング737MAX8からの発注変更 現在、納入停止中                                                          |
| 計                 | 113      | 117      |         | |

ゴル航空は運航機材をすべてB737シリーズに統一し、整備や乗務員の訓練、シフトの面でコスト削減を図っている。これはLCCでよく行われている手法の1つである。

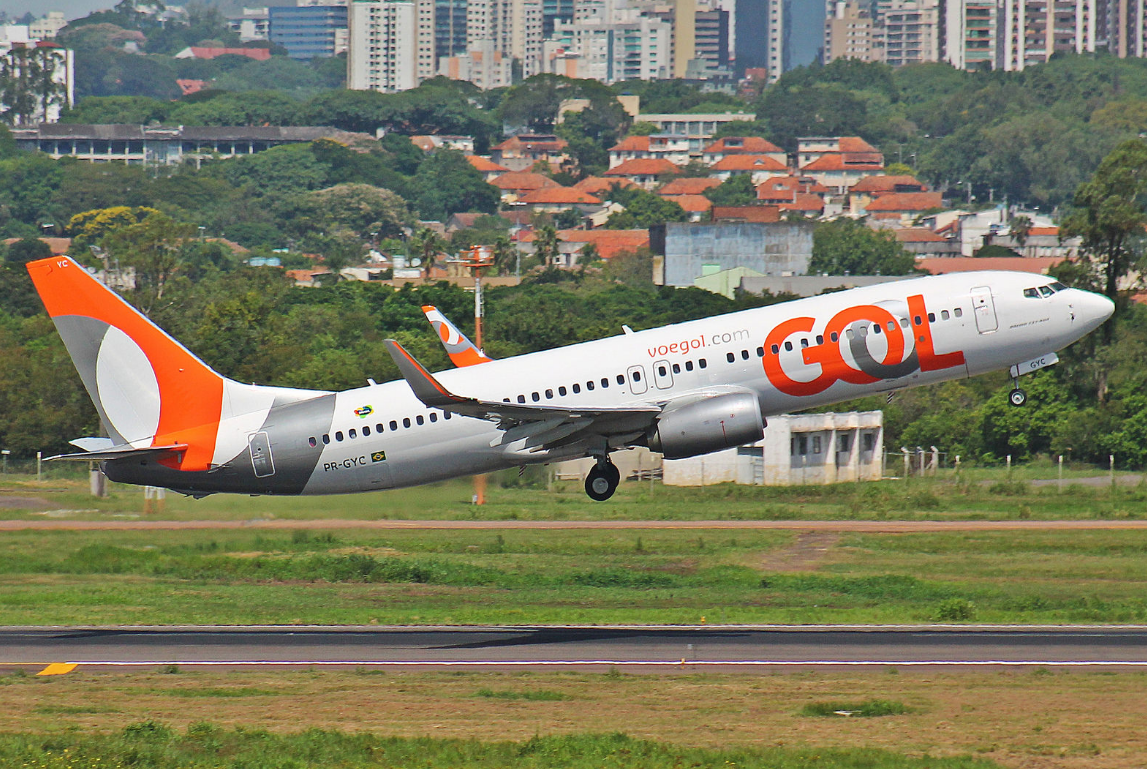
ボーイング737‐800

### 退役済機材一覧
- ボーイング737‐300
- ボーイング767‐200ER
- ボーイング767‐300ER

## 就航地

### 国内
- サンパウロ（コンゴーニャス空港、グアルーリョス国際空港）
- リオ・デ・ジャネイロ（サントス・ドゥモン空港、アントニオ・カルロス・ジョビン国際空港）
- クリチバ
- ベロオリゾンテ
- レシフェ
- ポルトアレグレ
- ブラジリア
- マナウス
- ナターウ
- フォルタレザ
- マカパ
- ボアビスタ
- リオ　ブランコ
- サンタレン
- クルゼイロドスル
- クイアバ
- カンポグランヂ
- ゴイアニア
- マリンガ
- ロンドリーナ
- シャペコ
- ナヴェガンチス
- ジョインヴィレ
- カシアスドスル
- フロリアノポリス
- バウル
- プレジデンチ・プルデンチ
- ウベーランヂア
- カンピーナス
- ヴィットーリア
- ポルト・セグーロ
- イリェウス
- サウヴァドール
- パウマス
- インペラトリス
- マラバ
- ベレン
- サン・ルイス
- テレジーナ
- ペトロリーナ
- カンピーナ・グランヂ
- ジョアン・ペソア
- フェルナンド・デ・ノロニャ
- アラカジュ
- マセイオー
- ポルト・ヴェーリョ

### 国外
- アスンシオン
- アルバ
- オーランド
- カラカス
- クラサオ
- コルドバ
- サンタ・クルス・デ・ラ・シエラ
- サントドミンゴ
- ニューヨーク
- バルバドス
- ブエノスアイレス
- プンタカナ
- マイアミ
- モンテビデオ
- ロサリオ

### 就航予定
- ロサンゼルス
- ラスベガス
- カンクン

## 航空券購入の際の注意
ブラジル国籍以外の人がゴル航空のウェブサイトで航空券を購入する場合はアメリカンエキスプレスのクレジットカード所持者のみ対応していた。他のクレジットカードで決済を試みると、CPF（ブラジルの納税者番号）の入力が必須になっていたが、2007年10月以降は、クレジットカードでネット購入出来る。
なお、現地国内の空港にあるゴル航空カウンターにて現金で支払うことも可能である(現地通貨ブラジルレアルのみ)。その為には、ゴル航空ウェブサイトでオペレーターとオンラインチャットで予約するか、もしくはコールセンターで予約をする必要がある。ポルトガル語（ブラジルポルトガル語）とスペイン語、英語で対応可能。

## 事故
2006年9月29日にマナウス発ブラジリア経由リオデジャネイロ行きの1907便（ボーイング737-800、機体記号PR-GTD）がブラジル北部のパラ州上空でエンブラエル・レガシー機（工場からの回送便）と空中衝突してマトグロッソ州境のジャングルに墜落し、乗客・乗員計154名全員が死亡した。同航空会社、さらにボーイング737NGシリーズ（737-600/-700/-800/-900）として初の全損事故となった。
事故機は、同年9月12日に引き渡されたばかりの完成して間もない機体で、引渡しからわずか18日で事故抹消というのは、ボーイング737全体としても最も短命の機体となった（詳細は、ゴル航空1907便墜落事故を参照のこと）。